# Blahodatne, Arbuzînka
Blahodatne (în ucraineană Благодатне) este o comună în raionul Arbuzînka, regiunea Mîkolaiiv, Ucraina, formată numai din satul de reședință.

## Demografie
Componența lingvistică a comunei Blahodatne
     Ucraineană (65,86%)
     Rusă (32,59%)
     Română (1,32%)
     Alte limbi (0,12%)
Conform recensământului din 2001, majoritatea populației comunei Blahodatne era vorbitoare de ucraineană (65,86%), existând în minoritate și vorbitori de rusă (32,59%) și română (1,32%).